# Shin Hyun-bin
Shin Hyun-been (Hangul: 신현빈) es una actriz surcoreana.

## Biografía
El 6 de agosto de 2021 se anunció que como medida de prevención la actriz se había sometido a una prueba para descartar COVID-19 (la cual dio negativo), después de que se le notificara que un miembro del staff de la serie "A Person Like You" diera positivo un día antes. El 14 de diciembre del mismo año su agencia anunció que había dado positivo a pesar de tener sus vacunas y que estaba tomando las medidas correspondientes para recuperarse.

## Carrera
Es miembro de la agencia Yooborn Company.
Conocida por sus papeles en He's on Duty (2010) y Warrior Baek Dong-soo (2011).
El 13 de octubre de 2021 se unió al elenco de la serie A Person Like You, donde interpreta a Goo Hae-won, una mujer pobre pero optimista.
En abril de 2022 se unió al elenco de la serie web Monstrous, donde da vida a Lee Soo-jin, una criptoanalista de patrones que acaba teniendo que enfrentarse un terrible desastre, después de perder a su única hija.
Ese mismo año se unió al elenco de la serie The Youngest Son of a Chaebol Family (también conocida como "Chaebol Family’s Youngest Son"), donde interpreta a la fiscal Seo Min-young, una trabajadora de la Fiscalía del Distrito Central de Seúl que está dispuesta a evadir o violar la ley para que se haga justicia. La serie fue estrenada en el 2022.
En noviembre de 2023 protagonizó junto a Jung Woo-sung la serie de melodrama romántico Tell Me That You Love Me, versión de una serie japonesa de 1995. Al año siguiente protagonizó su primera comedia romántica, junto con Moon Sang-min, Cinderella at 2 AM.

## Filmografía

### Series de televisión
| Año     | Título                               | Rol                 | Red                    | Notas              | Ref.          |
| ------- | ------------------------------------ | ------------------- | ---------------------- | ------------------ | ------------- |
| 2011    | Warrior Baek Dong-soo                | Yoo Ji-sun          | SBS                    |                    | [ 14 ]        |
| 2011    | Kimchi Family                        | Yukie               | JTBC                   |                    | [ 15 ]        |
| 2012    | Family Portrait                      | Han Mi-hwa          | SBS                    |                    | [ 16 ]        |
| 2014    | Mimi                                 | Jang Eun-hye        | Mnet                   |                    | [ 17 ]        |
| 2017    | Queen of Mystery                     | Jung Ji-won         | KBS2                   |                    | [ 18 ]        |
| 2017    | Argon                                | Chae Soo-min        | tvN                    |                    | [ 19 ] [ 20 ] |
| 2018    | Mistress                             | Kim Eun-soo         | OCN                    |                    | [ 21 ]        |
| 2019    | Confession                           | Ha Yoo-ri           | tvN                    |                    |               |
| 2020    | Pasillos de hospital                 | Dra. Jang Gyeo-wool | tvN                    |                    |               |
| 2021    | Pasillos de hospital 2               | Dra. Jang Gyeo-wool | tvN                    |                    | [ 22 ]        |
| 2021    | A Person Like You                    | Goo Hae-won         | JTBC                   |                    |               |
| 2022    | The Youngest Son of a Chaebol Family | Seo Min-young       | JTBC                   |                    |               |
| 2023-24 | Tell Me That You Love Me             | Jung Mo-eun         | ENA                    |                    | [ 23 ] [ 24 ] |
| 2024    | Cinderella at 2 AM                   | Ha Yoon-seo         | Coupang Play/Channel A |                    | [ 25 ] [ 26 ] |
| 2025    | Manual para residentes               | Dra. Jang Gyeo-wool | tvN                    | Aparición especial | [ 27 ]        |

### Serie web
| Año  | Título    | Rol         | Red   | Notas  |
| ---- | --------- | ----------- | ----- | ------ |
| 2022 | Monstrous | Lee Soo-jin | TVING | [ 28 ] |

### Cine
| Año  | Título                  | Rol          | Notas | Ref.                 |
| ---- | ----------------------- | ------------ | ----- | -------------------- |
| 2010 | He's on Duty            | Jang-mi      |       | [ 29 ]               |
| 2012 | Almost Che              | Reportera    | Cameo |                      |
| 2015 | The Lost Choices        | Chae Ji-eun  |       |                      |
| 2017 | Confidential Assignment | Hwa-ryung    |       | [ 30 ]               |
| 2018 | Sunset in My Hometown   | Mi-kyung     |       | [ 31 ]               |
| 2020 | Nido de víboras         | Mi-ran       |       | [ 32 ] [ 33 ] [ 34 ] |
| 2025 | Revelación              | Lee Yeon-hee |       | [ 35 ] [ 36 ] [ 37 ] |

### Presentadora
| Año  | Evento                            | Notas                     |
| ---- | --------------------------------- | ------------------------- |
| 2020 | 2020 Soribada Best K-Music Awards | [ 38 ]                    |
| 2021 | The Fact Music Awards (2021 TMA)  | presentadora de categoría |
| 2022 | 36th Golden Disc Awards           | presentadora de categoría |

### Teatro
| Año  | Título                | Papel        | Notas  |
| ---- | --------------------- | ------------ | ------ |
| 2012 | Turn Around and Leave | Chae Hee-joo | [ 41 ] |

### Revistas / sesiones fotográficas
| Año  | Título                   | Notas  |
| ---- | ------------------------ | ------ |
| 2021 | Harper’s Bazaar Magazine | [ 42 ] |

## Premios y nominaciones
| Año  | Premio                  | Categoría                     | Nominación               | Resultado | Ref.   |
| ---- | ----------------------- | ----------------------------- | ------------------------ | --------- | ------ |
| 2010 | 8 Korean Film Awards    | Mejor Actriz Revelación       | He's on Duty             | Nominada  |        |
| 2011 | 47 Baeksang Arts Awards | Mejor Actriz Nueva (Película) | He's on Duty             | Ganadora  | [ 43 ] |
| 2011 | SBS Drama Awards        | Nueva estrella                | Warrior Baek Dong-soo    | Ganadora  | [ 44 ] |
| 2019 | Best New Actress        | 12th Korea Drama Award        | Confession               | Nominada  | [ 45 ] |
| 2020 | Best New Actress        | 41st Blue Dragon Film Award   | Beasts Clawing at Straws | Nominada  | [ 46 ] |